# Leonid Novitskiy
Pas d'image ? Cliquez ici
Leonid Novitskiy, né le 1er juillet 1968 à Korkino (Oblast de Tcheliabinsk, Russie) est un pilote de rallye-raid russe. 

## Biographie
Il gagne à deux reprises la Coupe du monde des rallyes tout-terrain (ou cross-country) de la FIA, en 2010 et 2011.
Il remporte aussi la toute première étape du rallye Dakar en 2012.

### Résultats au Rallye Dakar
- 2006 : 25e (Sur Nissan);
- 2007 : 20e (Sur Mitsubishi);
- 2009 : 8e (sur BMW);
- 2010 : 11e (sur BMW);
- 2011 : abandon (BMW);
- 2012 : 4e (2 victoires d'étapes) (sur la Mini de rallye-raid Mini All4 du team Racing X-Raid);
- 2013 : 3e (sur Mini All4 Racing X-Raid);

### Autres épreuves
- 2010 : vainqueur de l'Abu Dhabi Desert Challenge (sur BMW X3);
- 2010 : vainqueur de l'Estoril-Portimão-Marrakech;
- 2011 : vainqueur du rallye de Tunisie;
- 2011 : vainqueur de la Baja de Hongrie;
  - 2008 : 2e de l'Hungarian Baja;
  - 2009, 2010 et 2012 : 2e du rallye-raid du Maroc;
  - 2010 : 2e de l'España-Aragón Baja;
  - 2011 : 2e de l'Italian Baja;
  - 2011 : 2e de l'Abu Dhabi Desert Challenge;
  - 2010 : 3e du rallye de Tunisie.